# Liste des députés de la législature 1999-2004 de la Chambre des députés du Luxembourg
- Gouvernement (34) :
- CSV (19)
- DP (15)
- Opposition (26) :

Diagramme de la Chambre des députés luxembourgeoise au 13 juillet 1999 :
CSV (19)
DP (15)
LSAP (13)
ADR (7)
Gréng (5)
Lénk (1)

Cet article donne la liste des 60 députés luxembourgeois de la législature 1999-2004 de la Chambre des députés du Luxembourg.

## Méthodologie

Circonscriptions électorales du Luxembourg.

La répartition politique des députés siégeant à la Chambre reflète les résultats électoraux, mais leur représentation géographique est prédéterminée : parmi les 60 députés, 23 viennent de la circonscription Sud, 21 du Centre, 9 du Nord et 7 de l’Est.
La liste recense les députés siégeant à la Chambre des députés, soit élus à l'issue des élections législatives du 13 juin 1999,, soit remplaçant les élus ayant été nommés au gouvernement ou décédés. Pour chaque député, la liste précise sa circonscription d'élection ainsi que le parti auquel il appartient. Sauf indication contraire, les députés siégeant ont été élus lors des élections législatives de juin 1999.
Lors de la nomination au gouvernement ou du décès d'un député, son suppléant devient député. En outre, les ministres élus quittant le gouvernement peuvent retrouver leur siège.

## Groupes parlementaires et sensibilités politiques
La Chambre des députés compte cinq groupes parlementaires.
|  |  | Groupes parlementaires et sensibilités politiques                                                                   | Membres | Président | Positionnement |  |
|  |  | --- | ------- | --------- | -------------- |  |
|  |  | Parti populaire chrétien-social (lb) Chrëschtlech-Sozial Vollekspartei                                              | 19      | …         | Gouvernement   |  |
|  |  | Parti démocratique (lb) Demokratesch Partei                                                                         | 15      | …         | Gouvernement   |  |
|  |  | |         |           |                |  |
|  |  | Parti ouvrier socialiste luxembourgeois (lb) Lëtzebuerger Sozialistesch Aarbechterpartei                            | 13      | …         | Opposition     |  |
|  |  | Comité d'action pour la démocratie et des retraites justes (lb) Aktiounskomitee fir Demokratie a Rentegerechtegkeet | 7       | …         | Opposition     |  |
|  |  | Les Verts (lb) déi gréng                                                                                            | 5       | …         | Opposition     |  |

## Composition de la Chambre des députés

### Liste des députés
Le 13 juillet 1999, Jean Spautz (CSV) est élu président de la Chambre des députés.
| Photos | Député                   | Circonscription | Parti | Parti |
| ------ | ------------------------ | --------------- | ----- | ----- |
|        | Alex Bodry               | Sud             |       | LSAP  |
|        | Mars Di Bartolomeo       | Sud             |       | LSAP  |
|        | Jean Spautz              | Sud             |       | CSV   |
|        | Jean Asselborn           | Sud             |       | LSAP  |
|        | Lucien Lux               | Sud             |       | LSAP  |
|        | Marc Zanussi             | Sud             |       | LSAP  |
|        | Marcel Glesener          | Sud             |       | CSV   |
|        | Lydie Err                | Sud             |       | LSAP  |
|        | Nelly Stein              | Sud             |       | CSV   |
|        | Jean-Marie Halsdorf      | Sud             |       | CSV   |
|        | Gaston Gibéryen          | Sud             |       | ADR   |
|        | Jean Huss                | Sud             |       | Gréng |
|        | John Schummer            | Sud             |       | DP    |
|        | Gusty Graas              | Sud             |       | DP    |
|        | Aly Jaerling             | Sud             |       | ADR   |
|        | Lucien Clement           | Est             |       | CSV   |
|        | Marie-Josée Frank        | Est             |       | CSV   |
|        | Robert Mehlen            | Est             |       | ADR   |
|        | Maggy Nagel              | Est             |       | DP    |
|        | Jos Scheuer              | Est             |       | LSAP  |
|        | Niki Bettendorf          | Centre          |       | DP    |
|        | Paul Helminger           | Centre          |       | DP    |
|        | Jeannot Krecké           | Centre          |       | LSAP  |
|        | Alexandre Krieps         | Centre          |       | DP    |
|        | Claude Wiseler           | Centre          |       | CSV   |
|        | Jean-Paul Rippinger      | Centre          |       | DP    |
|        | Mady Delvaux-Stehres     | Centre          |       | LSAP  |
|        | Ben Fayot                | Centre          |       | LSAP  |
|        | Renée Wagener            | Centre          |       | Gréng |
|        | François Bausch          | Centre          |       | Gréng |
|        | Jacques-Yves Henckes     | Centre          |       | ADR   |
|        | Fernand Greisen          | Centre          |       | ADR   |
|        | Lucien Weiler            | Nord            |       | CSV   |
|        | Jean-Pierre Koepp        | Nord            |       | ADR   |
|        | Georges Wohlfart         | Nord            |       | LSAP  |
|        | Emile Calmes             | Nord            |       | DP    |
|        | Marco Schank             | Nord            |       | CSV   |
|        | Camille Gira             | Nord            |       | Gréng |
|        | Jean Colombera           | Nord            |       | ADR   |
|        | Lydia Mutsch             | Sud             |       | LSAP  |
|        | Jean-Pierre Klein        | Centre          |       | LSAP  |
|        | Laurent Mosar            | Centre          |       | CSV   |
|        | Simone Beissel           | Centre          |       | DP    |
|        | Norbert Haupert          | Sud             |       | CSV   |
|        | Fred Sunnen              | Sud             |       | CSV   |
|        | Marco Schroell           | Sud             |       | DP    |
|        | Claude Meisch            | Sud             |       | DP    |
|        | Nicolas Strotz           | Est             |       | CSV   |
|        | Jeannot Belling          | Est             |       | DP    |
|        | Théo Stendebach          | Centre          |       | DP    |
|        | Paul-Henri Meyers        | Centre          |       | CSV   |
|        | Xavier Bettel            | Centre          |       | DP    |
|        | Agnès Durdu              | Nord            |       | DP    |
|        | Nico Loes                | Nord            |       | CSV   |
|        | Patrick Santer           | Centre          |       | CSV   |
|        | Ferny Nicklaus-Faber     | Centre          |       | CSV   |
|        | Serge Urbany             | Sud             |       | Lénk  |
|        | Marcel Sauber            | Centre          |       | CSV   |
|        | Nancy Kemp-Arendt        | Sud             |       | CSV   |
|        | Dagmar Reuter-Angelsberg | Sud             |       | Gréng |

### Mandats clos en cours de législature
Les élus suivants ont mis fin prématurément à leur mandat.
| Photos | Député                  | Circonscription | Parti | Parti | Raison                                  | Date              | Remplaçant               |
| ------ | ----------------------- | --------------- | ----- | ----- | --------------------------------------- | ----------------- | ------------------------ |
|        | Jacques F. Poos         | Sud             |       | LSAP  | Élection au Parlement européen          | 20 juillet 1999   | Lydia Mutsch             |
|        | Robert Goebbels         | Centre          |       | LSAP  | Élection au Parlement européen          | 20 juillet 1999   | Jean-Pierre Klein        |
|        | Viviane Reding          | Centre          |       | CSV   | Élection au Parlement européen          | 20 juillet 1999   | Laurent Mosar            |
|        | Colette Flesch          | Centre          |       | DP    | Élection au Parlement européen          | 7 août 1999       | Simone Beissel           |
|        | Jean-Claude Juncker     | Sud             |       | CSV   | Nomination dans le gouvernement         | 7 août 1999       | Ady Jung                 |
|        | Michel Wolter           | Sud             |       | CSV   | Nomination dans le gouvernement         | 7 août 1999       | Norbert Haupert          |
|        | François Biltgen        | Sud             |       | CSV   | Nomination dans le gouvernement         | 7 août 1999       | Fred Sunnen              |
|        | Henri Grethen           | Sud             |       | DP    | Nomination dans le gouvernement         | 7 août 1999       | Marco Schroell           |
|        | Eugène Berger           | Sud             |       | DP    | Nomination dans le gouvernement         | 7 août 1999       | Claude Meisch            |
|        | Fernand Boden           | Est             |       | CSV   | Nomination dans le gouvernement         | 7 août 1999       | Nicolas Strotz           |
|        | Carlo Wagner            | Est             |       | DP    | Nomination dans le gouvernement         | 7 août 1999       | Jeannot Belling          |
|        | Lydie Polfer            | Centre          |       | DP    | Nomination dans le gouvernement         | 7 août 1999       | Théo Stendebach          |
|        | Luc Frieden             | Centre          |       | CSV   | Nomination dans le gouvernement         | 7 août 1999       | Paul-Henri Meyers        |
|        | Anne Brasseur           | Centre          |       | DP    | Nomination dans le gouvernement         | 7 août 1999       | Xavier Bettel            |
|        | Erna Hennicot-Schoepges | Centre          |       | CSV   | Nomination dans le gouvernement         | 7 août 1999       | Astrid Lulling           |
|        | Charles Goerens         | Nord            |       | DP    | Nomination dans le gouvernement         | 7 août 1999       | Agnès Durdu              |
|        | Marie-Josée Jacobs      | Nord            |       | CSV   | Nomination dans le gouvernement         | 7 août 1999       | Nico Loes                |
|        | Astrid Lulling          | Centre          |       | CSV   | Adhésion au Parlement européen          | 15 septembre 1999 | Patrick Santer           |
|        | Alphonse Theis          | Centre          |       | CSV   | Mort en fonction                        | 17 novembre 1999  | Ferny Nicklaus-Faber     |
|        | André Hoffmann          | Sud             |       | Lénk  | Démission pour raisons professionnelles | 4 juillet 2000    | Aloyse Bisdorff          |
|        | Aloyse Bisdorff         | Sud             |       | Lénk  | Démission pour raisons professionnelles | 2 juillet 2002    | Serge Urbany             |
|        | Willy Bourg             | Centre          |       | CSV   | Mort en fonction                        | 21 février 2003   | Marcel Sauber            |
|        | Ady Jung                | Sud             |       | CSV   | Nomination au Conseil d'État            | 28 mai 2003       | Nancy Kemp-Arendt        |
|        | Robert Garcia           | Sud             |       | Gréng | Démission pour raisons professionnelles | 21 octobre 2003   | Dagmar Reuter-Angelsberg |